# Dhrangadhra-Wildreservat
Das Dhrangadhra-Wildreservat oder Wild Ass Sanctuary (englisch für Wildeselreservat) ist ein Schutzgebiet im Nordwesten Indiens im Kleinen Rann von Kachchh. Es erstreckt sich über knapp 5000 Quadratkilometer im Bundesstaat Gujarat und liegt in der Nähe der Stadt Dhrangadhra. 2006 wurde das Gebiet zum UNESCO-Welterbe vorgeschlagen und steht seither auf der Tentative List.

## Fauna
Das Schutzgebiet beherbergt die letzte Population des Indischen Halbesels oder Khur (Equus hemionus khur). Daneben kommen auch Nilgauantilopen, Hirschziegenantilopen, Indische Gazellen, Wölfe, Goldschakale, Karakale und Streifenhyänen vor.